# Tiarei
Tiàrei (Turo Raapoto) ou Tiʻarei (Académie tahitienne), surnommée autrefois "Tūrei", est une localité littorale située sur l'île de Tahiti en Polynésie française. Elle fait partie, avec Hitiaa, Mahaena et Papenoo, des quatre communes associées de Hitiaa O Te Ra.
La maire déléguée de Tiarei est actuellement Jeanine Terito, après l’inéligibilité confirmée en novembre 2021 de Dauphin Domingo, son illustre prédécesseur.

## Historique
La commune de Tiʻarei était autrefois surnommée Tūrei, ʻOutūreirei, ʻEuemēhiti, Tāpaupiripiri, Tūreiʻitetuʻemāʻavaʻino. Ces noms signifiaient "tueur d’homme".

Signification du nom Tūrei :
Sur les terres de Faʻariʻihau, dans la commune de Tiʻarei, coulait une rivière baptisée Vaitarata. À l’embouchure de celle-ci, se trouvait une grande pierre nommée Tūrei, qui servait de socle pour assommer à mort les victimes. La personne à exécuter était allongée sur la pierre et recevait un coup violent au niveau de la nuque.
La société traditionnelle polynésienne pratiquait des rites et des coutumes pour vénérer les dieux. C’était tout d’abord une société polythéiste. À certaines périodes de l’année, des hommes étaient chargés de trouver des victimes pour le dieu Oro. Leurs corps sans vie servaient d’offrandes pour le marae Matahira en l’honneur du dieu. Le Marae Matahira était situé près de l’église protestante actuelle de Tiʻarei. Ce lieu est maintenant habité par la famille Taʻaroaariʻi et les Taute. C’est pourquoi la chefferie de Tūrei était célèbre pour cet acte barbare.
Tiʻarei était une chefferie sous l’autorité du chef (Ariʻi) Tūnuieaʻaʻiteatuateunumāteraʻi, connu sous le nom de Tū.
À la suite de sa victoire, le chef (Ariʻi) Tūnuieaʻaʻiteatuateunumāteraʻi proclama son royaume sur l’ensemble de la chefferie de la côte Est, dont Hitiaʻa o te rā. L’étendue de sa puissance et de son autorité était déclinée sur les chefferies suivantes : Pare (Piraʻe), Teporiōnuʻu (Arue), Mahina  et Hitiaʻa ‘o te rā.
Le chef (Ariʻi Tū – Pōmare Ier) Tūnuieaʻaʻiteatuateunumāteraʻi (Pōmare Ier) détenait le pouvoir appelé « mana ». Il décida de sacraliser certains mots dont son nom. C’est ainsi que des noms originels ont été remplacés à cause de la coutume ancienne du piʻi ou pī « qui interdisait l’usage d’une syllabe ou d’un mot devenu sacré parce qu’il entrait dans le nom d’un roi. Il fallait employer un autre mot pour remplacer le mot interdit. » . « Par respect pour son nom, tous les mots commençant par le préfixe Tū furent remplacés par des mots commençant par Tiʻa. ». C’est pourquoi Tūrei est devenu Tiʻarei. Plusieurs mots ont été simultanément remplacés dont les exemples suivants : « tūnoa » (debout) est devenu « tiʻanoa », « tūpito » (plante médicinale) est devenu « ti’apito », « Rā » (soleil) que l’on appelle dorénavant « Mahana », « Marama » (lune) est devenu « ʻĀvae ».
Cependant, cette coutume ou loi ne s’applique pas sur les noms propres comme Tūtavaʻe et autres.
D’après les paroles recueillies auprès de Radio Tahiti, voici la signification d’un des anciens noms de Tiʻarei, « Taupiripiri ».

## Démographie
Voici ci-dessous l'évolution démographique de la commune de Tiʻarei.
Évolution démographique
| 1319                                           | 1538 | 1774 | 2140 | 2564 | 2573 |
| Sources ISPF, Mairie de Tiʻarei * : estimation |      |      |      |      |      |

## Lieux et monuments
C'est sur la commune de Tiʻarei que se trouvent les sites naturels remarquables des trois cascades et du trou du souffleur.

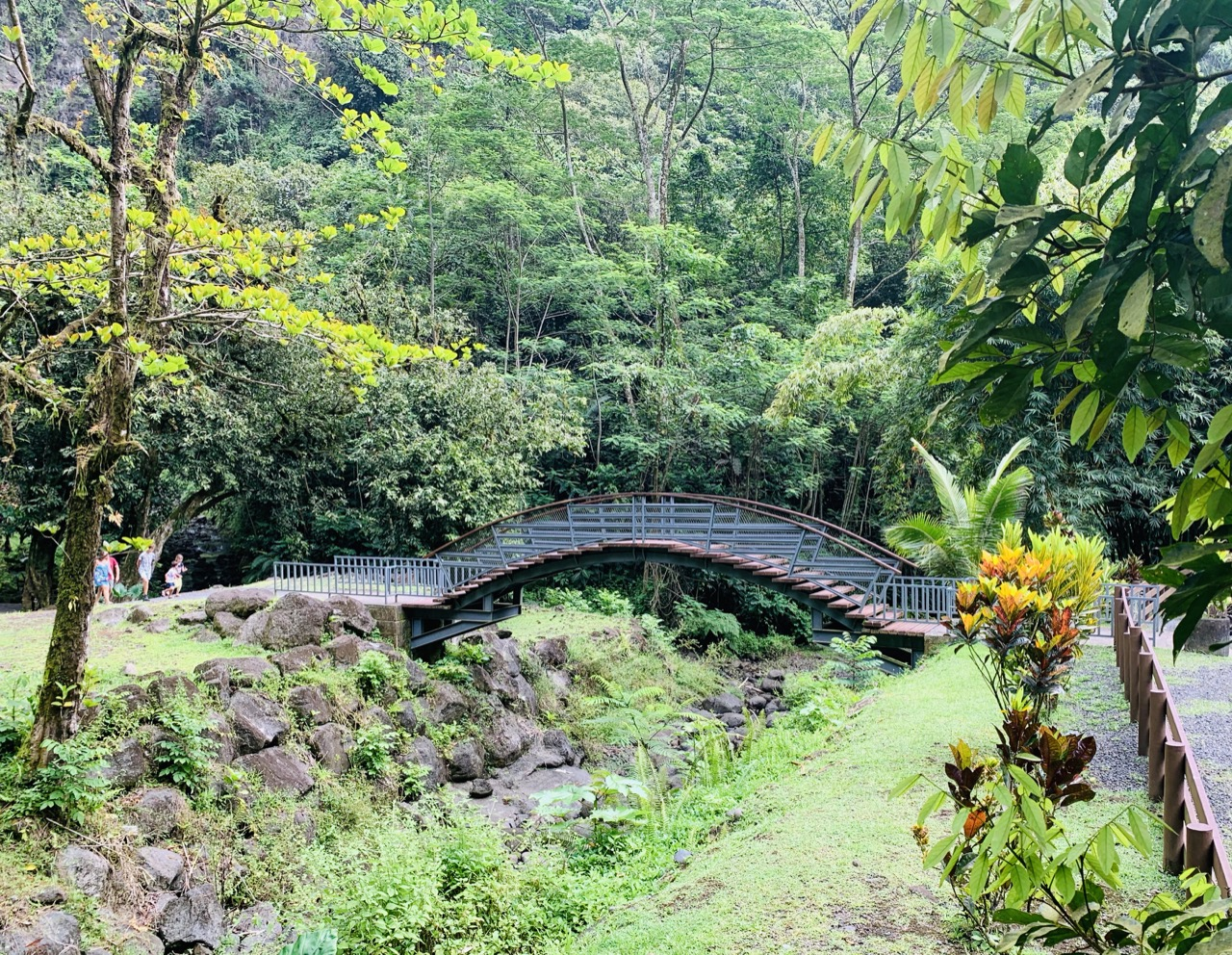
Pont d'accès au site des 3 cascades
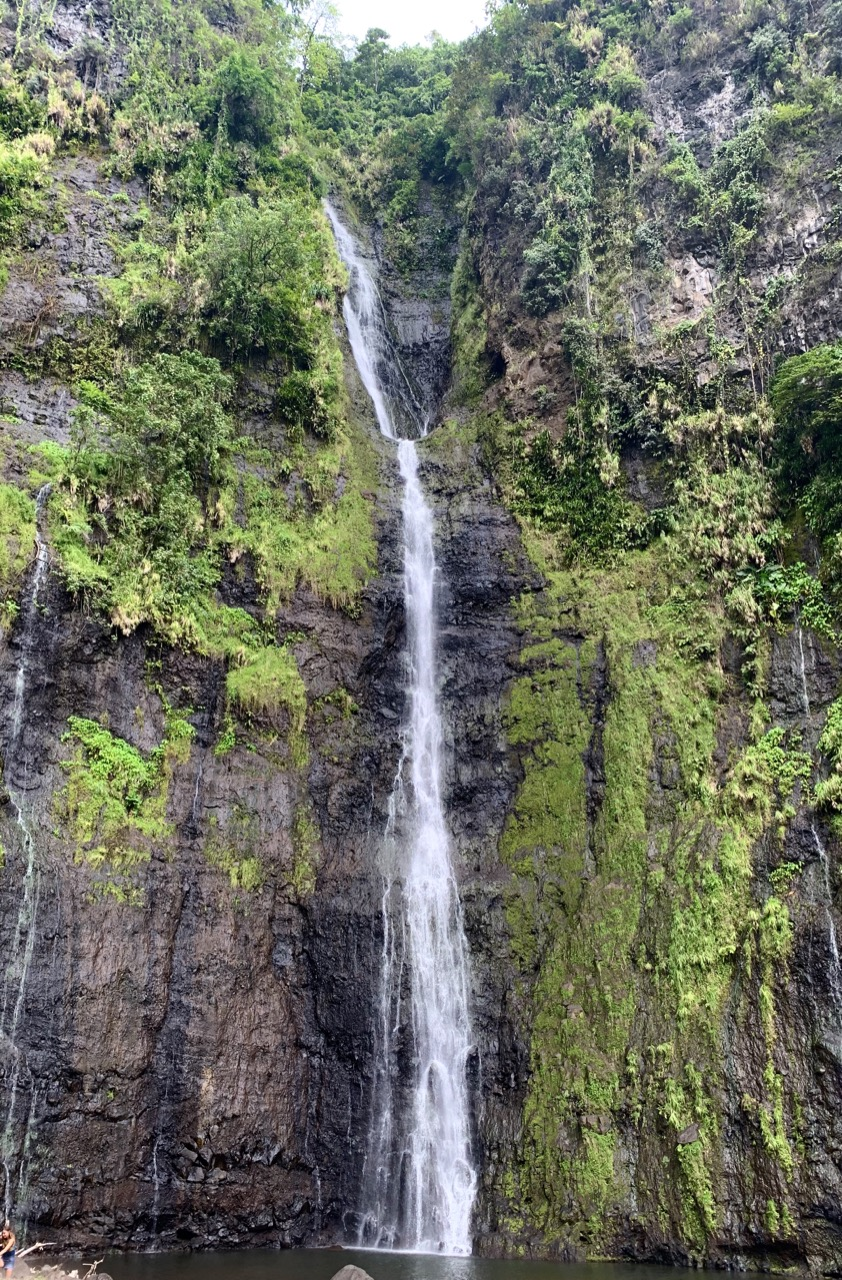
Cascade de Faʻaurumaʻi
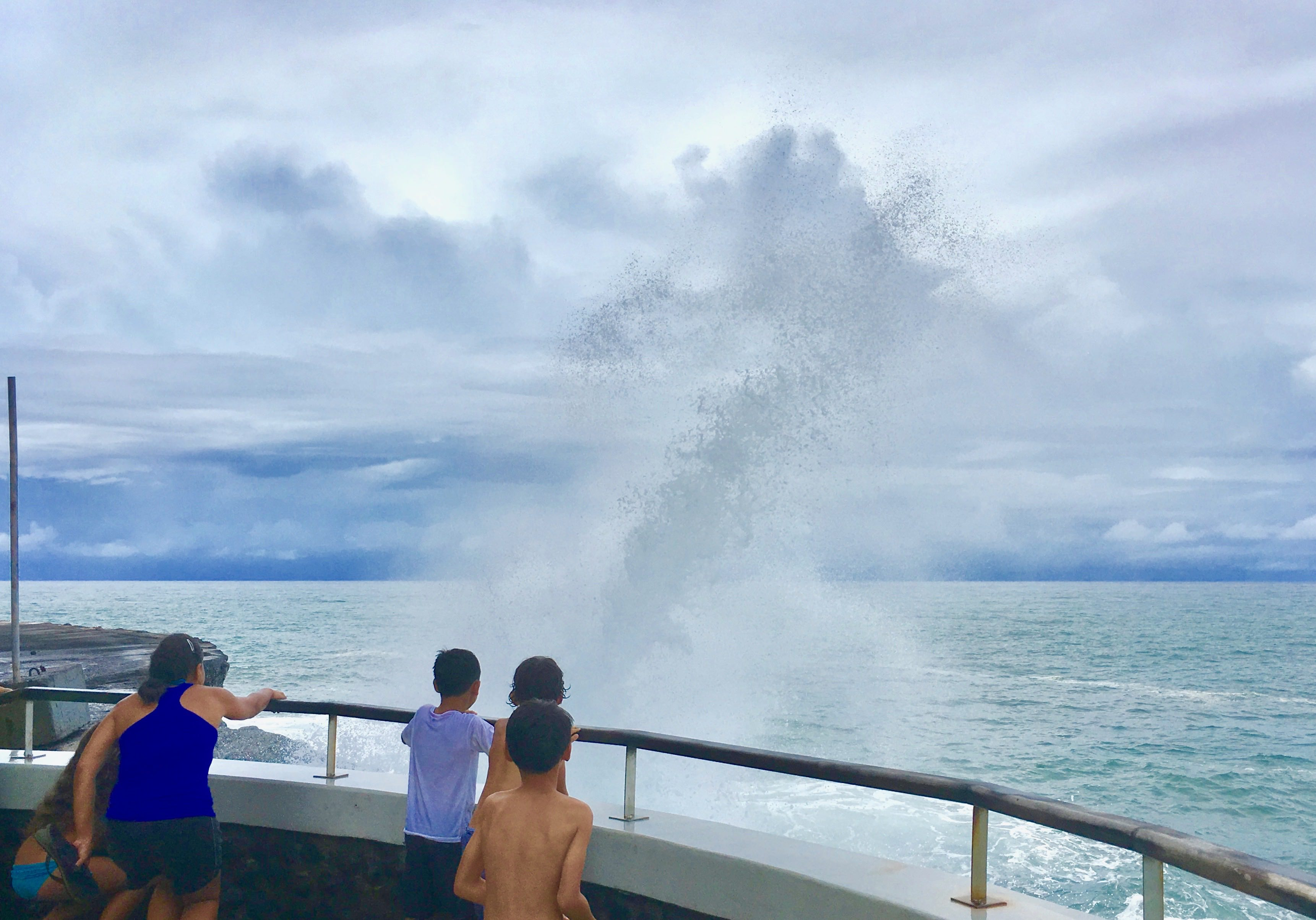
Trou du souffleur - Arahōhō
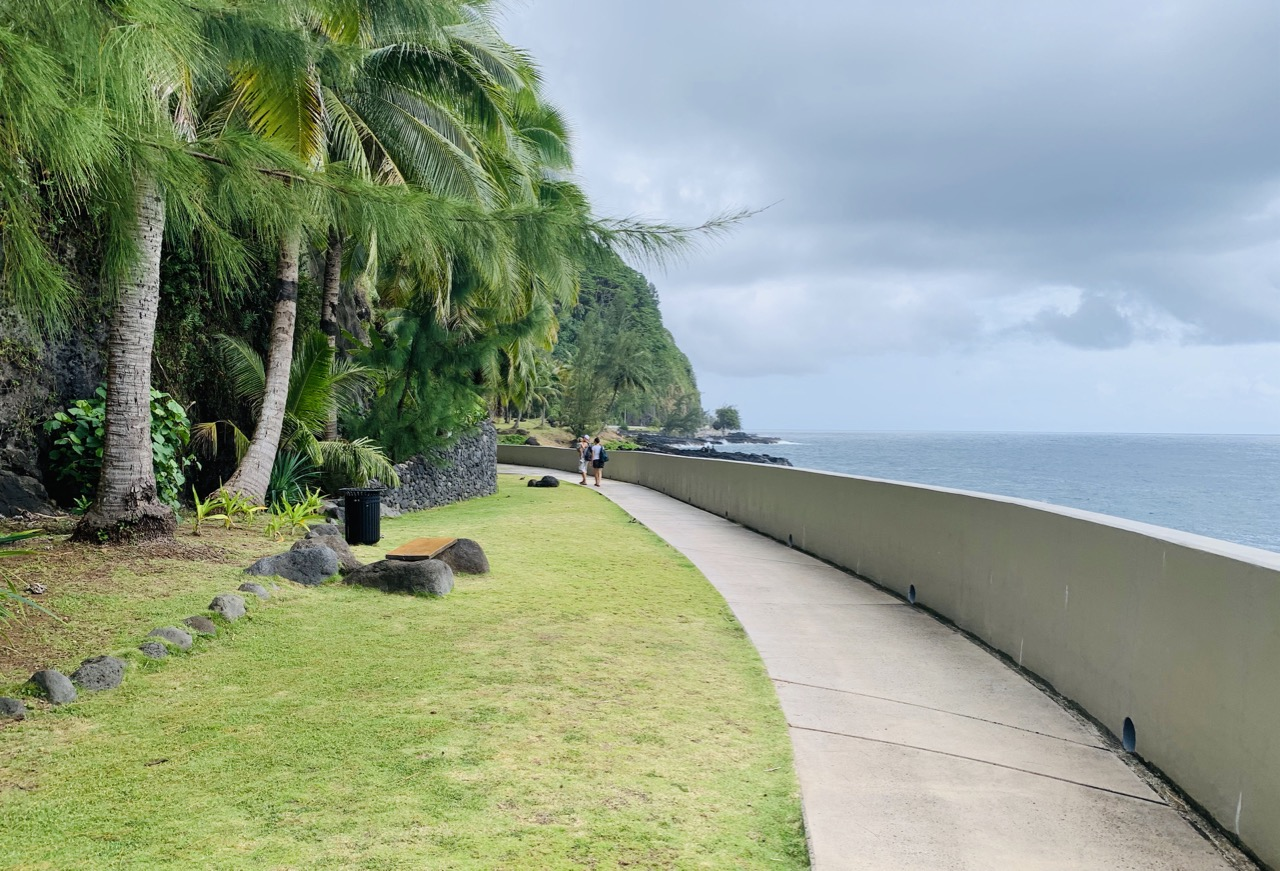
Promenade du trou du souffleur - Arahōhō
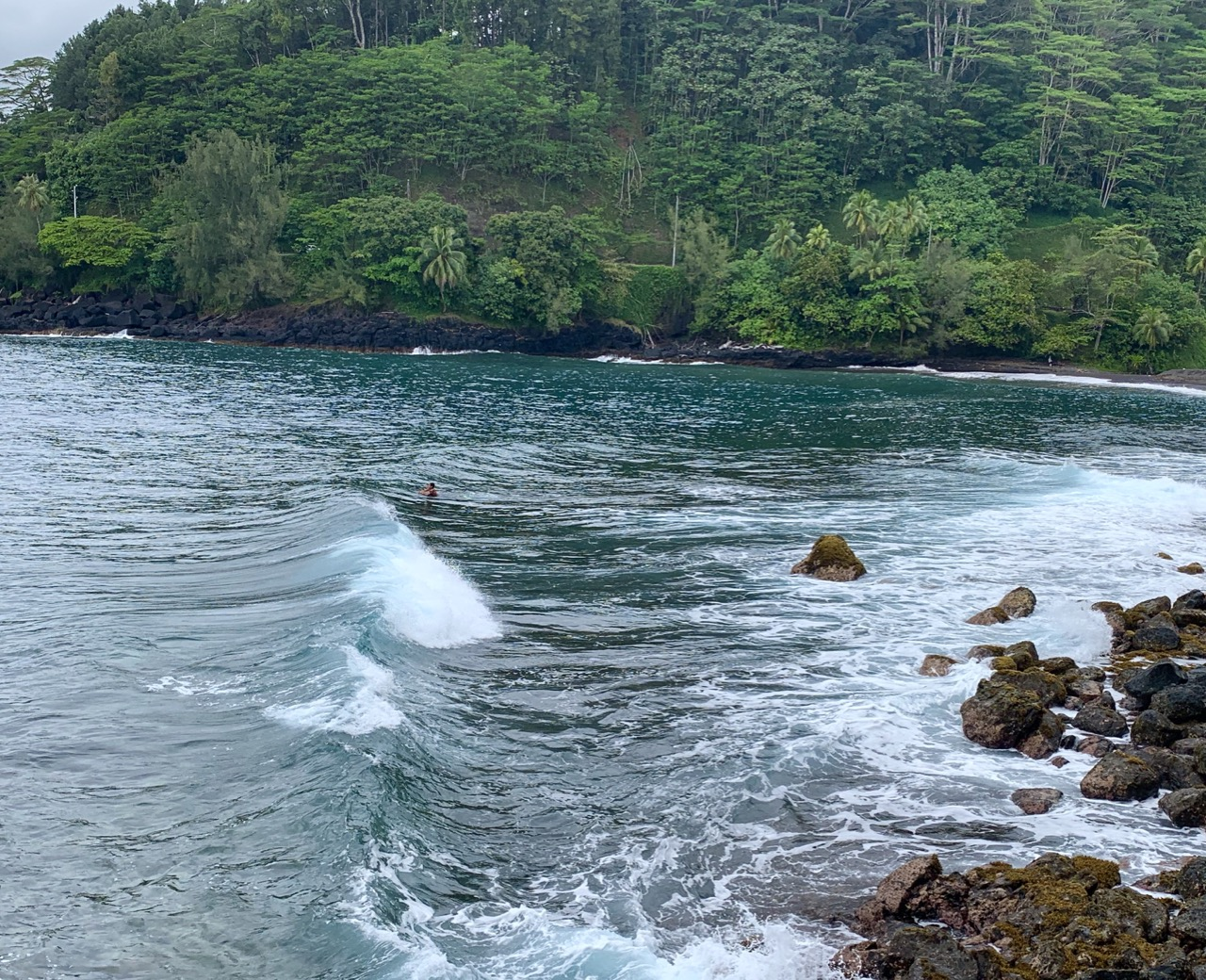
Plage de sable noir à Tiʻarei
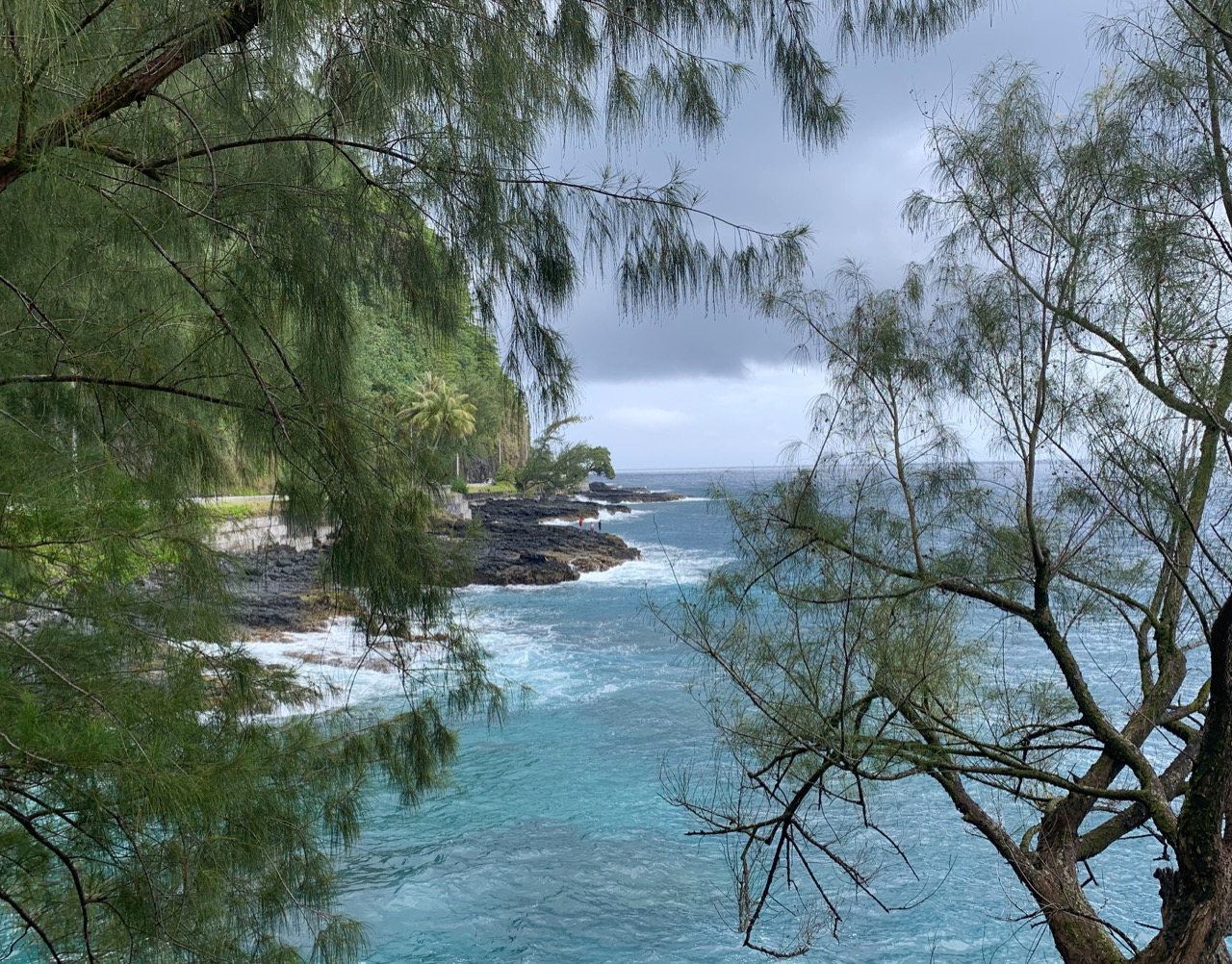
Paysage côte Est à Tiʻarei